# 通加特

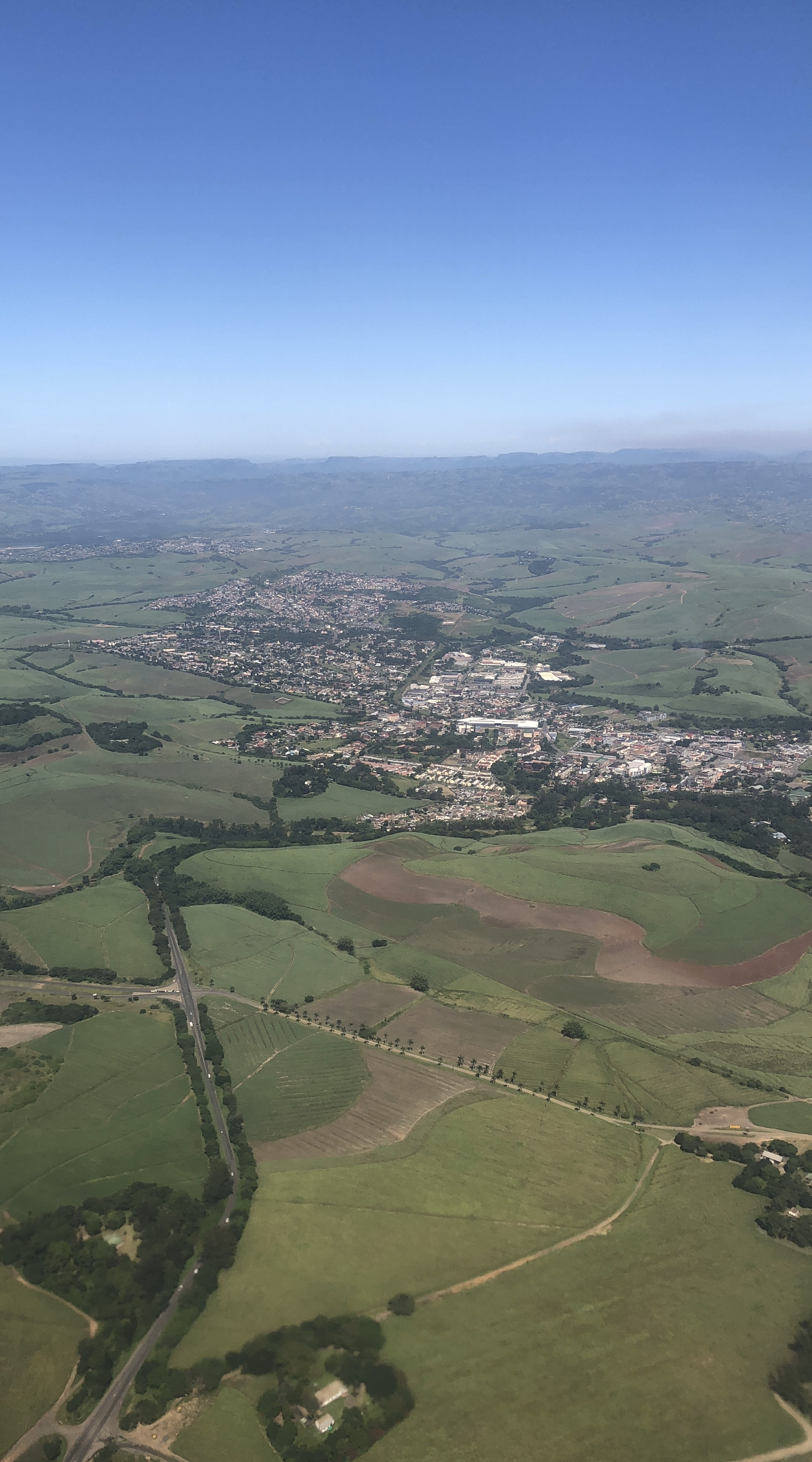
通加特

通加特是南非的城鎮，位於該國東北部，由夸祖魯-納塔爾省負責管轄，距離德爾班37公里，面積14.99平方公里，2001年人口41,055，人口密度每平方公里約2,700人。